# Felipe Vizeu
Felipe dos Reis Pereira Vizeu do Carmo est un footballeur brésilien, né le 12 mars 1997 à Três Rios. Il évolue au poste d'attaquant au FC Sheriff Tiraspol.

## Biographie

### Carrière en club

#### Flamengo (2016-2018)
Il intègre l'équipe première de Flamengo le 10 février 2016, en l'emportant contre Portuguesa sur le large score de 5-0.

#### Udinese Calcio (2018-2022)
Le 7 février 2018, il s'engage avec l'Udinese pour un contrat de cinq ans et un transfert de six millions d'euros. Il rejoint le club italien le 1er juillet 2018.

### Carrière en équipe nationale
Avec les moins de 20 ans, il participe au championnat sud-américain des moins de 20 ans en 2017. Lors de cette compétition, il joue huit matchs. Il inscrit quatre buts : contre l'Équateur, le Paraguay, le Venezuela et enfin l'Argentine. Il délivre également une passe décisive contre le Paraguay.

## Statistiques
| Saison                | Club                  | Championnat           | Championnat | Championnat | Coupe(s) nationale(s) | Coupe(s) nationale(s) | Supercoupe | Supercoupe | Compétition(s) continentale(s) | Compétition(s) continentale(s) | Compétition(s) continentale(s) | Ligue régionale | Ligue régionale | Total | Total |
| Saison                | Club                  | Division              | M.          | B.          | M.                    | B.                    | M.         | B.         | Comp.                          | M.                             | B.                             | M.              | B.              | M.    | B.    |
| 2016                  | Flamengo              | Série A               | 15          | 5           | 1                     | 0                     | -          | -          | CS                             | 1                              | 0                              | 9               | 3               | 26    | 8     |
| 2017                  | Flamengo              | Série A               | 18          | 2           | 2                     | 0                     | -          | -          | CS                             | 8                              | 5                              | 10              | 2               | 38    | 9     |
| 2018                  | Flamengo              | Série A               | 3           | 2           | -                     | -                     | -          | -          | -                              | -                              | -                              | 6               | 0               | 9     | 2     |
| Total sur la carrière | Total sur la carrière | Total sur la carrière | 36          | 9           | 3                     | 0                     | -          | -          | -                              | 9                              | 5                              | 25              | 5               | 73    | 19    |